# Città nuda
Città nuda (Από την άκρη της πόλης) è un film del 1998 diretto da Constantine Giannaris.
In Italia il film uscì il 25 agosto 2000, distribuito da Teodora Film.

## Trama
Un gruppo di adolescenti di un quartiere periferico di Atene, tutti appartenenti a famiglie di origine greca del Ponto, ritornate in madrepatria dopo la dissoluzione dell'Unione Sovietica, emarginati della società e restii nell'integrarsi, sono i protagonisti di una dura storia di sopravvivenza quotidiana in cui, la miseria, prostituzione e lavori occasionali, sono all'ordine del giorno. L'adolescenza bruciata delle loro vite si imprime fortemente anche nel loro destino, dove l'habitat destinato alla tragedia, porta ad inevitabili tragici epiloghi, in cui i soldi facili creano illusioni e inevitabili conseguenze.
Natasha, giovane prostituta russa, accetta la protezione del giovane Sasha, il capogruppo diciassettenne, che per amore cercherà di portarla fuori dal giro decadente in cui si trovano.

## Riconoscimenti[1]
- 1998 - Greek State Film Awards[2]
  - Miglior regia
  - Miglior film
  - Greek Film Critics Association Awards
- 1998 - Thessaloniki Film Festival
  - Miglior regia
  - Hellenic Association of Film Critics Award
  - Candidatura Golden Alexander a Constantine Giannaris
  - Candidatura Miglior film
- 1999 - Festival del cinema di Stoccolma
  - Candidatura Bronze Horse
- 2001 - Political Film Society
  - Candidatura PFS Award